# リポタイコ酸
リポタイコ酸(Lipoteichoic acid：LTA)はグラム陽性細菌の細胞壁の主要な成分の一つである。グラム陽性細菌はその細胞に内膜(または細胞膜)と、最大で80ナノメートルの厚いペプチドグリカンの外膜を有する。リポタイコ酸はリビトールリン酸やグリセロールリン酸の長鎖から成る。長鎖の長さや配列、側鎖の分岐や数によって、種でリポタイコ酸の構造は異なる。リポタイコ酸はジアシルグリセロールと繋がり、細胞壁に固定されている 。細胞壁自己融解酵素(ムラミダーゼ)の調節因子として働き、特定の免疫応答を刺激することができる抗原性を持つ。

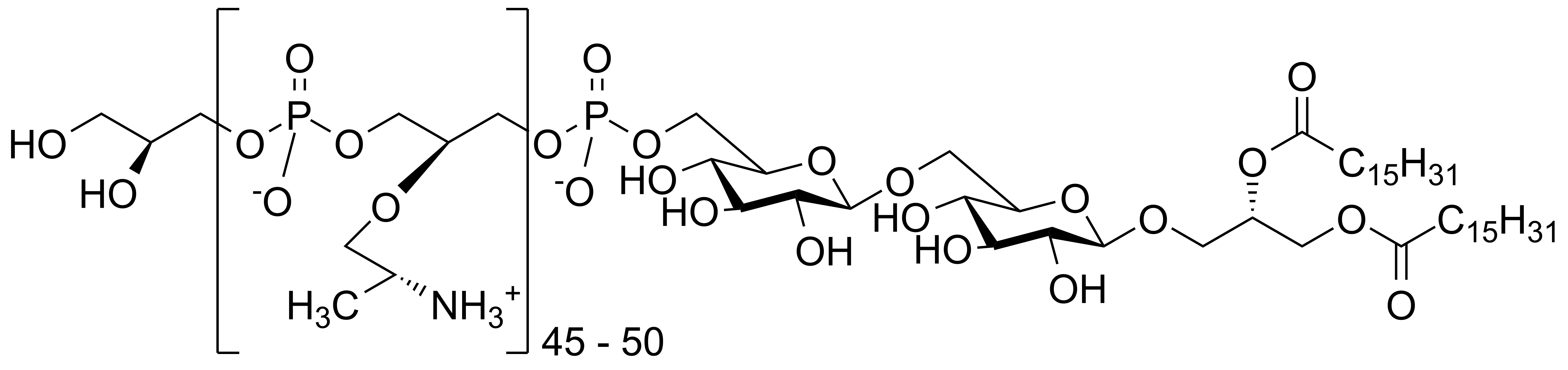
リポタイコ酸ポリマーの構造

リポタイコ酸はリン脂質細胞膜と結合することで非特異的に他の細胞と、あるいは特異的にCD14やToll様受容体と結合する。TLR-2との結合は中心的な転写因子であるNF-κBの発現を誘導し、アポトーシス誘導性および阻害性遺伝子の両方の発現を増加させる。この発現誘導はまたPI3キナーゼ活性化を通して分裂促進因子活性化タンパク質キナーゼ(mitogen-activated protein kinases：MAPK)の活性化も導く。
リポタイコ酸は全ての細菌の中で最も強固な疎水結合を示す。
リポタイコ酸は単球のPD-1レベルを増加させてIL-10の生産を誘導し、T細胞表面のCD4の増大を阻害する。